# Бойківщина (село)
Бойківщи́на — село в Україні, у Золотоніському районі Черкаської області. Входить до складу Драбівської селищної громади.
Розташоване в долині річки Кропивна за 12 км від селища Драбів. Село простяглося вздовж залізниці Москва — Одеса між станціями Драбове-Барятинське й Мехедівка.

## Історія
Засновано село у 17 столітті. За легендою в далекому минулому тут оселився козак Іван Бойко і заснував хутір, який згодом назвали Бойків Хутір. Після його смерті землі купив козак на ім'я Вітер, який назвав село Вітровка. З часом село змінювалось, тут жили майстри, що виготовляли взуття, звідси назва Чобітки. Згодом відновили стару назву видозмінивши — Бойківщина.
Селище є на мапі 1826—1840 року.
Була приписана до Успенської церкви у Деркачівці та Вознесінської в Благовіщінському, як Бойкова Слобода 1796, 1815—1859 та у 1882—1905 роках мала Петропавлівську церкву.
Село постраждало внаслідок геноциду українського народу, проведеного окупаційним урядом СРСР 1932—1933 та 1946–1947 роках.
У радянсько-німецькій війні на боці СРСР брало участь 252 жителі села, з них 119 нагороджено бойовими орденами і медалями. На честь 104 односельців, яні загинули в боях проти нацизму, височить монумент Слави.
Станом на 1972 рік в селі проживало 1 239 осіб, на території села містилася центральна садиба колгоспу імені 40-річчя Жовтня, що обробляв 2,3 тисяч га землі, у тому числі — 2,2 тисяч га орної. Колгосп був репродуктором молодняка свиней для спеціалізованих господарств району.
В селі працювали восьмирічна школа, де навчалося 200 учнів, будинок культури на 350 місць з стаціонарною кіноустановкою, 2 бібліотеки з книжижковим фондом 11 тисяч примірників, фельдшерсько-акушерський пункт, дитячі ясла, продмаг, сільмаг, відділення зв'язку.

### Сучасність
У селі працюють загальноосвітня школа І-ІІІ ступенів (двоповерхова, газифікована в березні 2007 року), дошкільна установа «Оленка» (побудована 1989 року), бібліотека, Будинок культури, 2 приватних магазини, фельдшерсько-акушерський пункт, відділення зв'язку.
На території сільської ради орендують землі СТОВ «Хлібодар», СТОВ «Колос», ФГ «Ленора», ФГ «Арій», працюють ФГ «Оксана», ФГ «ІВО», група компаній «Кернел», працюють 35 одноосібників.

## Населення
Населення — 1580 чоловік (на 2013 рік).

### Мовний склад
Рідна мова населення за даними перепису 2001 року:
| Мова       | Чисельність, осіб | Доля     |
| ---------- | ----------------- | -------- |
| Українська | 696               | 97,48 %  |
| Російська  | 10                | 1,40 %   |
| Інше       | 8                 | 1,12 %   |
| Разом      | 714               | 100,00 % |

## Відомі люди
Уродженцем села є Назаренко Василь Романович — головний металург науково-технічного центру «Булат НВР»; кандидат технічних наук.